# عاطفة سهاله
عاطفة رجبي سهاله (1988 - 15 أغسطس 2004) كانت فتاة إيرانية عمرها 16 عامًا من مدينة نكا الإيرانية والتي أعدمت بعد أسبوع من صدور الحكم عليها من قِبل القاضي حاجي رضاي، رئيس محكمة نكا بتهمة الزنا وارتكاب «جرائم ضد العفة».
بعد تنفيذ حكم إعدام عاطفة، ذكرت وسائل الإعلام الإيرانية أن وزارة المخابرات ألقت القبض على القاضي رضاي والعديد من أعضاء الميليشيا، من بينهم النقيب ذبيحي والنقيب مولاي. وأثار الحكم جدلاً واسعًا؛ نظرًا لأنه بموجب العهد الدولي الخاص بالحقوق المدنية والسياسية الذي وقعت عليه إيران، فقد تعهدت بعدم إعدام أي شخص أقل من 18 عامًا. وقد قدم والد عاطفة شهادة ميلادها إلى السلطات المدنية والمحامين المعنيين والصحفيين والقاضي رضاي. واستنادًا إلى الشكاوى المتواصلة المقدمة من عائلة عاطفة والضغوط الدولية الهائلة بشأن إعدامها والطريقة التي أساء من خلالها القاضي التعامل مع القضية، فقد أصدرت المحكمة العليا الإيرانية أمرًا بإخلاء سبيل عاطفة.

## النشأة
لقيت والدة عاطفة مصرعها في حادث سيارة عندما كانت في الخامسة من عمرها. وبعدها بمدة قصيرة، قيل إن أخاها الأصغر غرق في النهر. وأصبح والدها مدمنًا للمخدرات، واضطرت إلى رعاية جدها وجدتها اللذين كانا في الثمانين. وبالرغم من قيامها على تلبية احتياجاتهما، فقد ذكر أنهما كانا يتجاهلانها تمامًا. وقد نشأت في مدينة نكا الإيرانية ووصفت بأنها «فتاة مرحة وذكية» وكان يعرفها الجميع وكثيرًا ما كانوا يرونها تتجول بلا هدف في الشوارع. وأطلق عليها أهل المدينة اسم «غجرية نكا»؛ حيث كان سلوكها متحررًا.

## الاعتقال النهائي
وجهت إلى عاطفة تهمة ارتكاب «جرائم ضد العفة»، وبناءً على اعترافاتها، التي تم الحصول عليها تحت وطأة التعذيب، بأنها مارست الزنا عدة مرات مع علي درابي أحد أفراد الحرس الثوري السابقين البالغ من العمر 51 عامًا والذي أصبح يعمل سائق تاكسي، وهو رجل متزوج ولديه أولاد. واستمرت العلاقة بينهما أكثر من ثلاث سنوات سرًا عن أسرتها وعن السلطات. ولكنها عندما كانت في السجن، اعترفت لجدتها أخيرًا، كما أخبرتها أنها بعد ذلك كانت تمشي على يديها وقدميها من شدة الألم. وفي المحكمة، كان القاضي الموكل بالقضية هو حاجي رضاي. وعندما أدركت عاطفة أنها ستخسر قضيتها، خلعت حجابها، وهو فعل يعتبر إهانة بالغة للمحكمة، واحتجت بأن من ينبغي أن يعاقب هو علي درابي وليس هي. حتى إنها خلعت حذاءها وألقت به على القاضي. وحكم عليها القاضي بعد ذلك بالإعدام.
وفقًا لقناة «بي بي سي»، وصفت الوثائق المقدمة إلى محكمة الاستئناف العليا عاطفة بأنها تبلغ 22 عامًا، ولكن أثبتت شهادة ميلادها وشهادة وفاتها أنها كانت تبلغ 16 عامًا. ولكن لم تحظ مسألة سنها هذه بالاهتمام المناسب إلا بعد فوات الأوان.
ادعت منظمة العفو الدولية ومنظمات أخرى بأن عاطفة كانت تعاني من مرض نفسي قبل المحاكمة وخلالها.

## تنفيذ حكم الإعدام
شنقت عاطفة على الملأ عن طريق رافعة في مدينة نكا الإيرانية في 15 أغسطس 2004. وذكر أن القاضي حاجي رضاي قام بنفسه بتنفيذ الإعدام.
وأعلنت منظمة العفو الدولية ومنظمات أخرى أن قتلها يمثل جريمة ضد الإنسانية وضد أطفال العالم.

## قناة «بي بي سي» في مهمة سرية - «إعدام فتاة مراهقة»
أصبحت قضية عاطفة سهاله موضوع فيلم وثائقي على قناة بي بي سي أنتجته شركة «وايلد بيكتشر» (Wild Pictures). وقد ذهبت المخرجة مونيكا جارنسي والمنتج المساعد أراش ساهامي متخفيين لتوثيق القضية. بالإضافة إلى أنها موضوع برنامج على شبكة ديسكفري تايمز (Discovery Times) مدته ساعة يسمى «الإعدام في إيران» (Execution in Iran).

## وصلات خارجية
- Execution of a teenage girl BBC
- Amnesty International statement
- The Execution of Atefeh Rajabi نسخة محفوظة 14 سبتمبر 2007 على موقع واي باك مشين.
- Media | Death of a teenager (Guardian UK July 27, 2006)